# 李相朝
李 相朝（リ・サンジョ、리상조、1913年又は1915年 - 1998年）は、朝鮮民主主義人民共和国（北朝鮮）の政治家、軍人。中国名は金澤明。中国共産党の影響を受けた延安派に属していた。

## 経歴

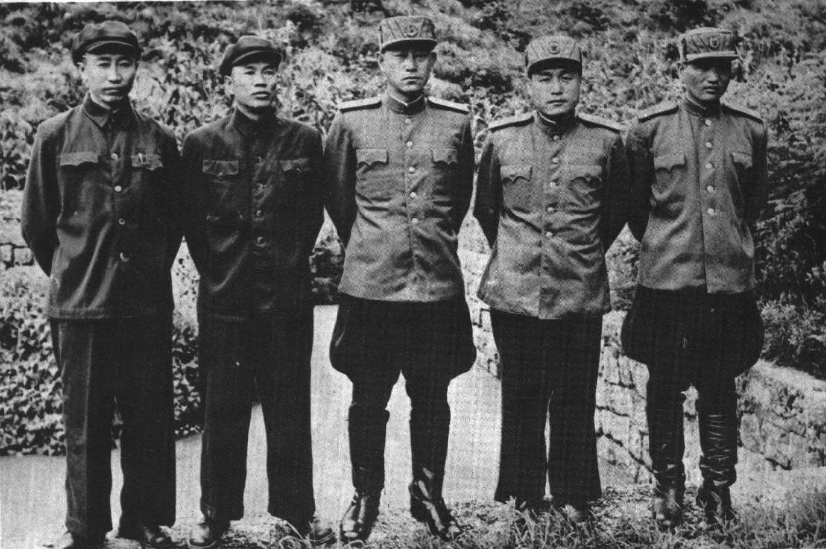
休戦会談代表団（1951年）。左から解方、トウ華、南日、李相朝、張平山

1913年又は1915年に慶尚南道東萊区に生まれる。父が満州奉天で精米所と農場を経営したため、13歳の時に中国東北部（旧満州）に移住。1930年代より中国東北部（旧満州）などで抗日運動に参加する。中山大学を卒業。金昌満の勧誘で臨時政府を訪れる。しかし金九の歓迎演説に大きな感動を受けず、幹部も年寄りであまり魅力を感じなかった。その中で朝鮮民族革命党系列の人々が陸軍軍官学校に行くことになり、李相朝も彼らと共に入学することにした。朝鮮民族革命党に参加。軍官学校では教官をしていた金弘壹の指導を受けた。1938年8月、中央陸軍軍官学校星子分校特別訓練班を卒業して同年10月から朝鮮義勇隊で活動する。1939年に抗日軍政大学（第5期）を卒業。1940年、中国共産党に入党。1942年に朝鮮独立同盟や朝鮮義勇軍などに参加する。1942年末から北満州で地下工作を始め、1943年5月に巴彦県で朝鮮独立同盟第12支部、1945年8月20日にハルビンで朝鮮独立同盟北満特別委員会を成立させた。1945年9月にハルビン保安総隊朝鮮独立大隊を設立した。1945年11月、独立大隊は朝鮮義勇軍の幹部と合流して朝鮮義勇軍第3支隊が結成され、李相朝が支隊長に就任した。
1946年6月に朝鮮共産党中央委員会の要請を受けて朝鮮に帰国する。1948年9月の朝鮮民主主義人民共和国の建国に参加する。朝鮮労働党幹部部長。1948年、反ソ的だとされ商業省管理局長に左遷。1950年、商工副相。1950年6月に朝鮮戦争が始まると朝鮮人民軍に召集され、副総参謀長兼偵察局長に任命。召集した青年たちを訓練して前線に送ることが任務で、2か月間かけて訓練し、3つの軍団を組織して前線に送り出した。10万名の青年を送ったところで偵察局長の任務に着手した。1951年から休戦会談に朝鮮人民軍の副代表として派遣。1953年に朝鮮人民軍中将となる。1953年7月23日、朝鮮戦争停戦調印と共に構成された軍事停戦委員会の首席代表に就任し、開城市党委員長も兼任した。
1955年8月に駐ソ連大使としてモスクワに赴任する。朝鮮戦争中に供給された兵器のほとんどはソ連製であり、これを返済するのは不可能であったが、交渉でこれらの軍事援助を無償にすることに大体成功した。北朝鮮に輸出する物が無く、唯一鉱物資源で原爆の材料として使われたことがあったモナザイトがあるが、ミコヤン第一副首相に直談判して北朝鮮経済救済のためにモナザイトを輸入してもらう政治決着に持ち込んだ。1956年4月に朝鮮労働党の党中央委員となる。
1956年に発生した金日成の独裁体制を打倒する8月宗派事件に参加する。その直後、ソ連に亡命する（北朝鮮外交官による初めての亡命事件）。亡命後、ミンスク大学で研究生活を送り、日本の外交史を専攻し、政治学博士の学位を取得した。1989年にソウルを訪れ、朝鮮戦争は北朝鮮の南侵計画によって始まったことを暴露した。同年8月に韓国に移住する。1992年1月に脱北者の組織の朝鮮民主統一救国戦線に参加する。その後、1998年に病死。

## 人物
休戦会談の席上で顔にハエが止まってもまばたきひとつしなかった。
1989年9月12日、ソウルのプレスセンターで開かれた記者会見では、幼い頃に大人が共産主義の話をしていて心情的に共産主義が良いと感じたことが、自身の共産主義者の出発点だと語っている。「共産主義を人類の幸福と平和のための真理」と信じていた自分の過去を誇りに思うように今も信念に変わりはないと強調したが「資本主義を必ずしも悪く見ない」と付け加えている。
櫻井良子がインタビューした際の印象は、白髪にきれいに櫛目の通った穏やかな様子で、耳が遠いことを除けば記憶の定かさも明確な口調も74歳という年齢を感じさせなかった。また日本語はこの時まで何十年も使ってなかったが、3時間余りのインタビューをほとんど言葉を詰まらせることなく日本語で応答した。
弟は日本大学で学び、平壌で共産党員として活動した。李相朝がソ連に亡命した時に見せしめとして弟とその家族は殺された。
今もまだ共産主義が自由主義に優ると考えていますかと問われると「そんな質問はノンセンスです。私は死ぬまで共産主義者です。共産主義はすぐれて科学的であり、きちんと実践すればこれほどのイデオロギーはありません。我々革命家はどうすれば民衆の生活を向上させることができるか、それをいつも考えていますが、共産主義体制でこそ最善の結果が得られると信じています。ただ共産党一党の独裁は認めません。反対する権利を認めた上での共産主義体制であるべきです」と答えた。

## 参考
- 李相朝, 桜井良子「今初めて明かす朝鮮戦争の真実」『文藝春秋』第5巻、第68号、文藝春秋、168-178頁、1990年4月。CRID 1522825130011815168。
- 徐東晩『北朝鮮における社会主義体制の成立1945-1961』1995年。 NAID 500000147908。
- 李海燕『戦後の「満州」と朝鮮人社会 越境・周縁・アイデンティティ』御茶の水書房、2009年。ISBN 978-4-27-500842-8。
- 金学俊 著、李英 訳『北朝鮮五十年史―「金日成王朝」の夢と現実』朝日新聞社、1997年。ISBN 4-02-257170-5。
- 이기봉 편저 (1989). 증언―전 북한 인민군 부총참모장 이상조. 원일정보
- “永遠の記念碑(3)―北満州の朝鮮義勇軍第3支隊” (朝鮮語). 吉林新聞. (2011年9月27日) 2015年5月9日閲覧。
- “李相朝”.   労働者の本. 2015年5月9日閲覧。